# Zavodice
Zavodice – wieś w Słowenii, w gminie Nazarje. W 2018 roku liczyła 51 mieszkańców.